# Pawi
Pawi is een historisch merk van motorfietsen.
Pawi Automobilwerke AG, Berlin (1922-1924).
Duits merk dat door BMW geleverde 492 cc zijklep-boxermotoren inbouwde. Een ander model had een 396 cc boxermotor, die mogelijk gebouwd werd door MJ in Immendingen.